# Federal Election Commission
Federal Election Commission, (FEC), är en amerikansk fristående myndighet som grundades 1975 av USA:s kongress. Dess uppgift är att reglera kampanjfinansieringens lagstiftning för allmänna val i USA. Den består av sex kommissionärer som utses av presidenten men måste godkännas av senaten.
Inte mer än tre medlemmar får tillhöra samma parti. Genomgående har myndigheten utgjorts enbart av medlemmar för de två största amerikanska partierna. Därför har oftast tre av kommissionärerna varit republikaner och tre har varit demokrater. Den har därför vid flera tillfällen kritiserats för att vara uddlös mot illegal finansiering av valkampanjer.